# Мшанецька сільська рада (Зборівський район)
Мшане́цька сільська́ ра́да — адміністративно-територіальна одиниця та орган місцевого самоврядування у Зборівському районі Тернопільської області. Адміністративний центр — село Мшанець.

## Загальні відомості
Мшанецька сільська рада утворена в 1939 році.
- Територія ради: 3,54 км²
- Населення ради: 1 343 особи (станом на 2001 рік)
- Територією ради протікає річка Верховинка

## Населені пункти
Сільській раді підпорядковані населені пункти:
- с. Мшанець
- с. Дітківці
- с. Хомівка

## Склад ради
Рада складається з 16 депутатів та голови.
- Голова ради: Дядьо Андрій Михайлович
- Секретар ради: Стареправо Галина Степанівна

### Керівний склад попередніх скликань
| Прізвище, ім'я, по батькові | Основні відомості                                                                | Дата обрання | Дата звільнення |
| --------------------------- | -------------------------------------------------------------------------------- | ------------ | --------------- |
| Дядьо Андрій Михайлович     | Сільський голова, 1963 року народження, освіта вища, член Народного Руху України | 26.03.2006   | 31.10.2010      |
| Дядьо Андрій Михайлович     | Сільський голова, 1963 року народження, освіта вища, безпартійний                | 31.10.2010   |                 |

Примітка: таблиця складена за даними сайту Верховної Ради України

### Депутати
За результатами місцевих виборів 2010 року депутатами ради стали:

#### За суб'єктами висування
| Суб'єкт висування | Кількість обраних депутатів | %   |
| ----------------- | --------------------------- | --- |
| Самовисування     | 16                          | 100 |

#### За округами
| № округу | Прізвище, ім'я, по батькові    | Дата визнання обраним | Освіта             | Партійна приналежність | Відомості про обраного депутата              |
| -------- | ------------------------------ | --------------------- | ------------------ | ---------------------- | -------------------------------------------- |
| 1        | Дядьо Ярослав Андрійович       | 03.11.2010            | вища               | позапартійний          | тимчасово не працює                          |
| 2        | Стареправо Галина Степанівна   | 03.11.2010            | вища               | позапартійна           | Мшанецька сільська рада, секретар            |
| 3        | Роган Олег Мирославович        | 03.11.2010            | вища               | позапартійний          | Мшанецька загальноосвітня школа, вчитель     |
| 4        | Луцик Василь Петрович          | 03.11.2010            | незакінчена вища   | позапартійний          | Тернопільський комерційний інститут, студент |
| 5        | Роган Василь Іванович          | 03.11.2010            | вища               | позапартійний          | Мшанецька загальноосвітня школа, директор    |
| 6        | Побігушко Сергій Володимирович | 03.11.2010            | середня спеціальна | позапартійний          | приватний підприємець                        |
| 7        | Табака Василь Ярославович      | 03.11.2010            | середня спеціальна | позапартійний          | ФГ «Еліта-91», директор                      |
| 8        | Кравчук Василь Степанович      | 03.11.2010            | середня            | позапартійний          | ФГ «Поляна -К», директор                     |
| 9        | Роган Степан Васильович        | 03.11.2010            | середня            | позапартійний          | пенсіонер                                    |
| 10       | Горішній Василь Онуфрійович    | 03.11.2010            | середня            | позапартійний          | ПП «Мрія», різноробочий                      |
| 11       | Гуга Володимир Володимирович   | 03.11.2010            | середня спеціальна | позапартійний          | приватний підприємець                        |
| 12       | Табака Володимир Ярославович   | 03.11.2010            | середня            | позапартійний          | приватний підприємець                        |
| 13       | Мудик Ярослав Степанович       | 03.11.2010            | середня спеціальна | позапартійний          | ПП Душенко, водій-експедитор                 |
| 14       | Кара Ганна Володимирівна       | 03.11.2010            | середня спеціальна | позапартійна           | Мшанецька загальноосвітня школа, вчитель     |
| 15       | Бігуняк Андрій Петрович        | 03.11.2010            | незакінчена вища   | позапартійний          | Кременецький ОГПІ, студент                   |
| 16       | Годований Василь Володимирович | 03.11.2010            | середня            | позапартійний          | ТОВ «Агролан-3», механізатор                 |